# Eliminatórias para o Campeonato Africano das Nações de 2023 – Grupo F
O Grupo F das Eliminatórias para o Campeonato Africano das Nações de 2023 foi um dos doze grupos que definiram as equipes que se classificaram para o Campeonato Africano das Nações de 2023. Participaram quatro seleções: Argélia, Níger, Tanzânia e Uganda.
As equipes jogaram uma contra a outra no formato todos contra todos entre julho de 2022 e setembro de 2023.

## Classificação
| Pos | Equipe   | Pts | J | V | E | D | GP | GC | SG | Classificado                           |     | ALG | TAN | UGA | NIG |
| --- | -------- | --- | - | - | - | - | -- | -- | -- | -------------------------------------- | --- | --- | --- | --- | --- |
| 1   | Argélia  | 16  | 6 | 5 | 1 | 0 | 9  | 2  | +7 | Campeonato Africano das Nações de 2023 |     | —   | 0–0 | 2–0 | 2–1 |
| 2   | Tanzânia | 8   | 6 | 2 | 2 | 2 | 3  | 4  | −1 | Campeonato Africano das Nações de 2023 |     | 0–2 | —   | 0–1 | 1–0 |
| 3   | Uganda   | 7   | 6 | 2 | 1 | 3 | 5  | 6  | −1 |                                        |     | 1–2 | 0–1 | —   | 1–1 |
| 4   | Níger    | 2   | 6 | 0 | 2 | 4 | 3  | 8  | −5 |                                        | 0–1 | 1–1 | 0–2 | —   |     |

## Partidas
| 4 de junho de 2022 | Níger     | 1 – 1     | Tanzânia | Stade de l'Amitié, Cotonu (Guiné) |
| 17:00 (UTC+1)      | Sosah 26' | Relatório | 1' Mpole | Árbitro: TOG Komlanvi Aklassou    |

| 4 de junho de 2022 | Argélia                 | 2 – 0     | Uganda | Estádio 5 de Julho de 1962, Argel |
| 20:00 (UTC+1)      | Mandi 28' · Belaïli 80' | Relatório |        | Árbitro: EGY Mohamed Hussein      |

| 8 de junho de 2022 | Uganda     | 1 – 1     | Níger    | St. Mary's Stadium-Kitende, Entebbe |
| 16:00 (UTC+3)      | Karisa 43' | Relatório | 71' Sabo | Árbitro: ERI Tsegay Mogos Teklu     |

| 8 de junho de 2022 | Tanzânia | 0 – 2     | Argélia                       | Estádio Nacional, Dar es Salaam |
| 19:00 (UTC+3)      |          | Relatório | 45+2' Bensebaini · 89' Amoura | Árbitro: SUD Mahmood Ismail     |

| 23 de março de 2023 | Argélia                    | 2 – 1     | Níger     | Estádio Nelson Mandela de Baraki, Baraki |
| 17:00 (UTC+3)       | Alhassane 54' · Mahrez 88' | Relatório | Sosah 38' | Árbitro: SUD Mahmood Ismail              |

| 24 de março de 2023 | Uganda | 0 – 1     | Tanzânia  | Estádio do Canal de Suez, Ismaília (Egito) |
| 15:00 (UTC+3)       |        | Relatório | Msuva 68' | Árbitro: MAU Ahmad Imtehaz Heeralall       |

| 27 de março de 2023 | Níger | 0 – 1     | Argélia      | Estádio Hammadi Agrebi, Tunes (Tunísia) |
| 17:00 (UTC+1)       |       | Relatório | Bounedjah 6' | Árbitro: MLI Boubou Traoré              |

| 28 de março de 2023 | Tanzânia | 0 – 1     | Uganda     | Estádio Nacional, Dar es Salaam     |
| 18:00 (UTC+3)       |          | Relatório | Mato 90+1' | Árbitro: CIV Ibrahim Kalilou Traore |

| 18 de junho de 2023 | Tanzânia  | 1 – 0     | Níger | Estádio Nacional, Dar es Salaam |
| 16:00 (UTC+3)       | Msuva 69' | Relatório |       | Árbitro: EGY Mohamed Al Sayd    |

| 18 de junho de 2023 | Uganda   | 1 – 2     | Argélia         | Estádio de Japoma, Duala, (Camarões) |
| 16:00 (UTC+1)       | Bayo 88' | Relatório | Amoura 42', 66' | Árbitro: GAB Pierre Atcho            |

| 7 de setembro de 2023 | Níger | 0 – 2     | Uganda                   | Estádio de Marraquexe, Marraquexe, (Marrocos) |
| 20:00 (UTC+1)         |       | Relatório | Kayondo 17' · Ochaya 39' | Árbitro: COD Jean Jacques Ndala Ngambo        |

| 7 de setembro de 2023 | Argélia | 0 – 0     | Tanzânia | Estádio 19 de Maio de 1956, Annaba      |
| 20:00 (UTC+1)         |         | Relatório |          | Árbitro: BEN Djindo Louis Houngnandande |